# Hybomitra rubrilata
Hybomitra rubrilata är en tvåvingeart som först beskrevs av Philip 1937.  Hybomitra rubrilata ingår i släktet Hybomitra och familjen bromsar. Inga underarter finns listade i Catalogue of Life.